# Sexo en el cine
El sexo en el cine se refiere a la presentación de aspectos de la sexualidad humana en películas de cine. La presencia de cualquier forma de sexualidad en las películas ha sido motivo de álgidas controversias desde que el medio se empezó a desarrollar. Algunas películas que contienen tales escenas sexuales han sido criticadas por grupos religiosos o han sido prohibidas y/o sujetas a censura por parte de gobiernos. En países con sistemas de clasificación de películas, películas que contienen escenas de sexo suelen recibir una clasificación restringida. La desnudez en el cine puede considerarse sexual o no sexual.
Una película erótica es usualmente una película que tiene una cualidad erótica que puede crear sentimientos sexuales, así como una contemplación filosófica en relación con la estética del deseo sexual, la sensualidad y el amor romántico.
Escenas de sexo o eróticas pueden encontrarse en una amplia gama de géneros y subgéneros, y es típico que géneros que tienen componentes sexuales o eróticos incluyan el término "erótico" en su descripción, como es el caso de los dramas eróticos, los thrillers eróticos, las comedias sexuales, las películas de iniciación, los dramas románticos, entre otros. Escenas de amor, eróticas o no, han aparecido en las películas desde la época del cine mudo. Una película pornográfica, por otra parte, se refiere a una película de sexo que usualmente no pretende ningún mérito artístico. Escenas de sexo se han presentado en muchos géneros cinematográficos, si bien hay algunos en los que son infrecuentes. Muchos actores y actrices han hecho escenas de desnudos completos o parciales, o se han vestido y comportado de formas consideradas sexualmente provocativas según estándares contemporáneos en algún momento a lo largo de sus carreras.

## Terminología
El sexo en el cine puede distinguirse de las películas de sexo, término que usualmente se refiere a películas de sexo pornográficas y, a veces, a películas de educación sexual. También es necesario distinguirlas de la simple desnudez en el cine, si bien la desnudez ciertamente puede presentarse en contextos sexualizados. Por ejemplo, la desnudez en el contexto del naturismo normalmente se consideraría no sexual. Algunas personas distinguen entre "sexo gratuito" (o "innecesario") y escenas de sexo que se presentan como parte integral de la trama de una película o como parte del desarrollo de un personaje.
Las escenas de sexo son la característica principal de las películas pornográficas. En películas softcore (o "de porno blando"), la sexualidad es menos explícita. Las películas eróticas sugieren sexualidad, pero no contienen necesariamente desnudez.

## Producción
Con el objeto de minimizar riesgos y conflictos, y en tanto un actor o actriz puede sentirse vulnerable a la hora de filmar una escena de sexo, se acostumbra firmar acuerdos al respecto antes de la filmación. En ellos se negocian los términos específicos de cada escena de sexo, incluyendo detalles de las escenas de sexo y los alrededores de los estudios cuando serán rodadas las escenas de sexo. Tales "cláusulas de desnudez" son contratos escritos comúnmente empleados en películas y programas de televisión que tienen la intención de filmar escenas de desnudos o de sexo. Estos acuerdos pueden incluir descripciones muy detalladas, por ejemplo, qué tan desnudos deben estar los actores, e información sobre sus atuendos. Un acuerdo puede estipular que mientras se filme una escena íntima, solo pueden permanecer en el escenario personas relacionadas directamente con la escena o el material. Además, se estipula si se pueden tomar fotografías y, en caso afirmativo, si se utilizarán en la promoción de la película. El uso de dobles corporales, personas que reemplazan al actor o actriz, también está regulado, como lo están las consecuencias de que un actor o actriz acceda a hacer una escena de desnudo pero luego se retracte. Los acuerdos aplican también a las audiciones.
Para asegurar la seguridad física y psicológica de los actores y actrices que hacen parte en escenas de sexo, se fundó la Intimacy Directors International (IDI), una organización sin ánimo de lucro. Según las regulaciones de la IDI, ésta debe enviar un coordinador o coordinadora de intimidad para que trabaje con los actores y que se asegurará de lo siguiente:
1. De que todo el personal y actores y actrices sean conscientes del contexto de las escenas íntimas como parte de la historia
2. De que tenga lugar una comunicación sobre las escenas íntimas entre los participantes y de que existan vías para denunciar el acoso, de llegar a ocurrir
3. De que los actores y actrices den su continuo consentimiento para todas las escenas íntimas,
4. De que todas las escenas íntimas se realicen de acuerdo con una coreografía previamente acordada, y
5. de animar a actores y a actrices a demarcar el final de cada escena íntima con un momento para señalar la vuelta a la interacción en la vida real.

Las productoras pueden contratar a un coordinador o coordinadora de intimidad en las siguientes situaciones:
- si la escena incluye sexo simulado o desnudez de cualquier tipo, y necesitan una cláusula de desnudez, entonces deben contratar a un coordinador de intimidad.
- si un actor o actriz necesita ayuda para manejar material sensible.
- si el director o directora precisa de ayuda para dirigir una escena de sexo.
- si la productora quiere hacer reglas específicas para que actores y actrices se sientan más seguros.

A partir de la década de 2010, las producciones de cine y televisión emplean cada vez más coordinadores de intimidad para garantizar el bienestar de los actores y actrices que hacen parte en escenas de sexo y ayudar a prevenir el acoso sexual y las violaciones al consentimiento.

## Europa
Pedro Almodóvar es un prolífico director español que ha incluido el erotismo en muchas de sus películas. El italiano Tinto Brass ha dedicado su carrera a llevar sexualidad explícita al cine mainstream. Sus películas también destacan por su erotismo amigable al feminismo.[cita requerida] La cineasta francesa Catherine Breillat causó controversia al incluir escenas de sexo no simulado en sus películas Romance (1999) y Anatomy of Hell (2004). En Italia, el uso de la desnudez y fuertes temas sexuales se remonta a la época del cine mudo con películas como Los últimos días de Pompeya (1926). Lars von Trier, en Dinamarca, ha incluido escenas de sexo explícito/no simulado en algunas de sus películas, como Breaking the Waves (1996), Los idiotas (1998), Manderlay (2005), Anticristo (2009) y Nymphomaniac (2013). También es cofundador de la compañía cinematográfica Puzzy Power, una subsidiaria de su compañía Zentropa, con el objeto de producir películas pornográficas hardcore para mujeres. La vida de Adèle (2013) desató una tormenta internacional por su descripción franca de la sexualidad entre dos jóvenes mujeres, pero logró ganar la Palma de Oro, el mayor premio otorgado en el prestigioso Festival de Cine de Cannes en mayo de 2013. Love (2015) contiene muchas escenas de sexo explícitas no simuladas. La comedia negra finlandesa Dogs Don't Wear Pants (2019) brinda al espectador una inmersión en el mundo de tonos oscuros del BDSM.

## Estados Unidos

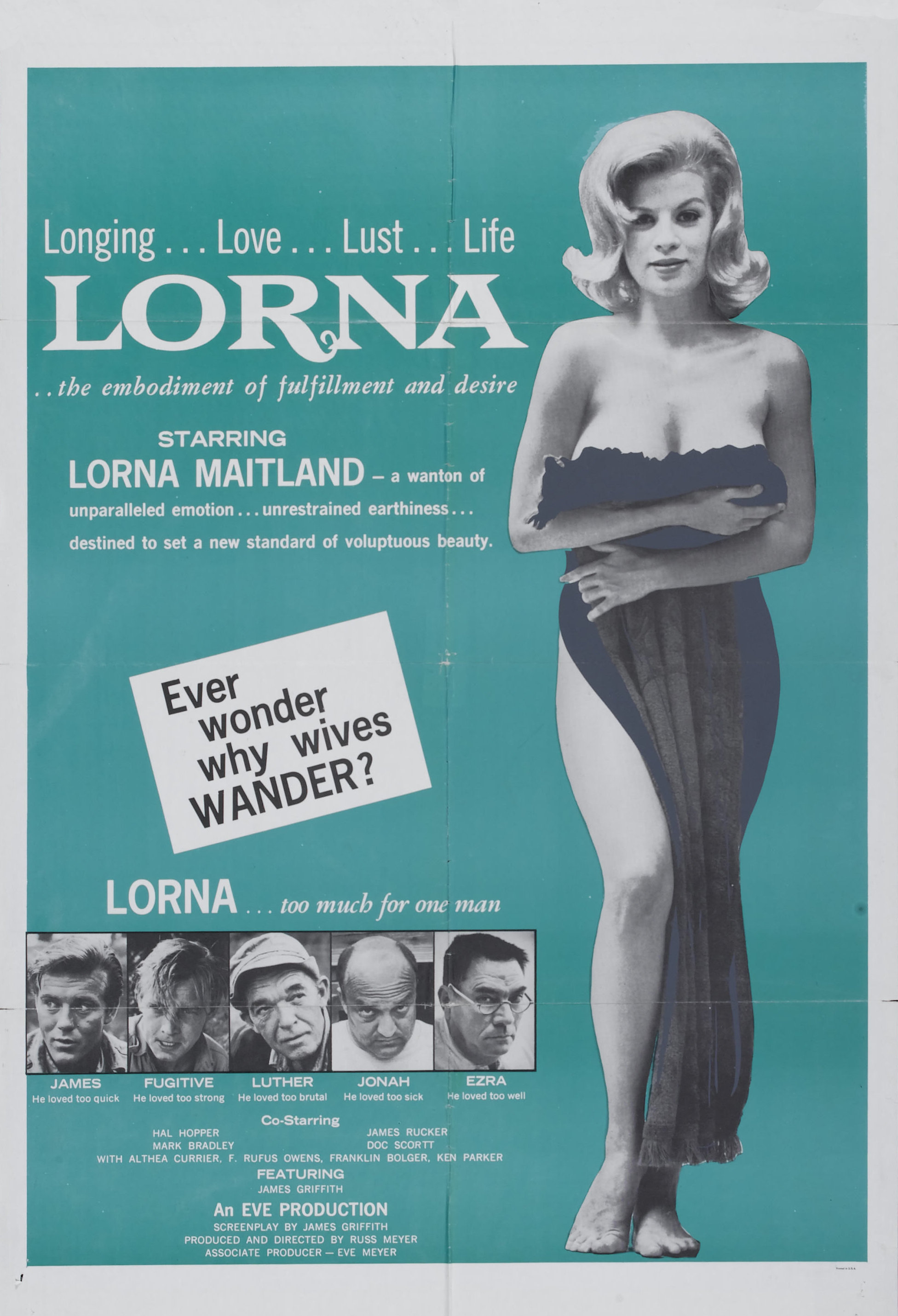
Lorna (1964) fue la primera de las películas de Russ Meyer en la que el papel principal femenino, interpretado en esta película por Lorna Maitland, fue seleccionado sobre la base del gran tamaño de sus senos.

La inclusión en el cine de cualquier forma de sexualidad ha sido motivo de controversia desde el comienzo del desarrollo del medio. Los besos en las películas, por ejemplo, inicialmente eran considerados por algunos como escandalosos. El beso (1896) contenía un beso, que se consideró una escena de sexo y que provocó la indignación general de los asistentes al cine, líderes cívicos y líderes religiosos, por ser "absolutamente impactante, obscena y completamente inmoral". Un crítico contemporáneo escribió: "El espectáculo del prolongado pastoreo en los labios del otro era ya suficientemente bestial en tamaño real en el escenario, pero magnificado a proporciones gigantescas y repetido tres veces es absolutamente repugnante". La Iglesia Católica pidió censura y reforma moral, en tanto los besos en público en esa época podían ser causal de enjuiciamiento. Quizás desafiando la justa indignación y "para darle vida a una película", la película fue seguida por muchas imitadoras, entre ellas El beso en el túnel (1899) y El beso (1900). Otros productores tomaron en cuenta las críticas, o intentaron esquivar el estándar, usando besos implícitos, que eran obstruidos de la vista justo en el momento en que los labios habrían de tocarse, por ejemplo, poniendo un sombrero frente al caras de los actores, o desvaneciéndose a gris justo cuando iba a ocurrir un beso, etc.
Mostrar escotes también creó controversia. Por ejemplo, el productor Howard Hughes mostró el escote de Jane Russell en The Outlaw (1943) y en The French Line (1953), hecho que se consideró objetable según el Código Hays debido a las "tomas de los senos en la bañera, el escote y la exposición de los senos" hechas por Russell a la vez que se consideró que algunos de sus vestidos escotados habían sido "diseñados intencionalmente para dar un efecto de peep-show sobre el busto más allá incluso del escote extremo". Ambas películas fueron condenadas por la Legión Nacional de la Decencia y se estrenaron solo en versiones recortadas.
La selección de actrices para ciertos papeles en función del tamaño de sus senos es controvertida y se afirma que tal práctica contribuye al fetichismo de senos, pero ha resultado ser una carta de atracción. Productores como Russ Meyer produjeron películas con actrices con senos grandes. Lorna (1964) fue la primera de sus películas en la que se seleccionó el papel principal femenino, interpretado por Lorna Maitland, en función del tamaño de sus senos. Los productores y exhibidores de la película fueron judicializados por obscenidad en varios estados de los EE. UU. Otras actrices de senos grandes empleadas por Meyer fueron Kitten Natividad, Erica Gavin, Tura Satana y Uschi Digard, entre muchas otras. La mayoría de ellas tenían senos naturalmente grandes y, ocasionalmente, ponía en el papel a mujeres en sus primeros trimestres de embarazo para aumentar aún más el tamaño de sus senos. El escritor y director William Rotsler dijo: "con Lorna, Meyer estableció la fórmula que lo hizo rico y famoso, la fórmula de personas filmadas a su  máximo odio, máxima lujuria y máxima pesadumbre".
Blue Movie (1969), dirigida por Andy Warhol, fue la primera película erótica para adultos que incluía sexo explícito en recibir un amplio estreno en los cines de los Estados Unidos. Blue Movie es una película seminal en la Edad de Oro de la pornografía y, según Warhol, una importante influencia en la realización de El último tango en París (1972), drama erótico controvertido internacionalmente. Otra película explícita para adultos de ese período fue Mona la ninfa virgen (1970), que contenía una serie de escenas de sexo sin penetración no simuladas. A diferencia de Blue Movie, sin embargo, Mona tenía trama. Para evitar problemas legales, la película se proyectó sin créditos. El productor de Mona, Bill Osco, siguió produciendo otras películas para adultos, como Flesh Gordon (1974), Harlot (1971) y Alicia en el país de las pornomaravillas (1976).
Boys in the Sand (1971) fue una película pornográfica gay estadounidense, la primera película porno gay en incluir créditos, en lograr un éxito cruzado, en ser reseñada por Variety, y una de las primeras películas porno, después de Blue Movie en ganar credibilidad en el cine mainstream, precediendo a Gargantra profunda (1972).

### Por género
En las películas norteamericanas, las películas eróticas pueden ser principalmente centradas en los personajes o centradas en la trama, con una considerable superposición. La mayoría de dramas se centran en el desarrollo de los personajes, como en Secretary de Steven Shainberg (2002). Las películas de comedia, especialmente comedias románticas y dramas románticos, tienden a la interacción entre personajes. Las películas de misterio, suspenso, drama y terror tienden a tener tramas y premisas sólidas. Otras combinan tramas y personajes fuertes.

#### Thriller eróticos
Los thrillers eróticos son un subgénero erótico popular estadounidense, con películas como Vestida para matar (1980), Angel Heart (1987), Basic Instinct (1992), Single White Female (1992), El color de la noche (1994), Wild Things (1998), Eyes Wide Shut (1999) o The Boy Next Door (2015). En algunas películas, el desarrollo de una relación sexual (o incluso del sexo casual) se usa a menudo para crear tensión en la trama, especialmente si las personas involucradas no deberían tener sexo, como en Out of Sight (1998), en la que una alguacil de los EE.UU tiene relaciones sexuales con el criminal al que persigue.

#### Terror
En las películas de terror, el sexo suele utilizarse para marcar personajes que están condenados a morir. A menudo, los personajes que participan en actos sexuales son los primeros en morir a manos del villano o villanos, y morirán poco después de su escena de sexo o (a veces) en medio de ella. Esta convención de que es de mala suerte tener relaciones sexuales en una película de terror se ilustra notablemente en la serie de películas Viernes 13, donde el villano sobrenatural Jason Voorhees muestra una aversión especial por adolescentes y jóvenes que tienen relaciones sexuales debido a que, de niño, se ahogó en un lago mientras los consejeros del campamento que deberían haberlo supervisado estaban teniendo sexo.
En algunas interpretaciones de esta "regla", los actos sexuales en sí mismos causan directamente la muerte del personaje. En Cabin Fever, por ejemplo, un hombre contrae la enfermedad mortal al ser seducido por una mujer infectada (pero asintomática) y tener sexo impulsivo con él. No usan condón porque la despreocupada mujer cree que está sana. Irónicamente, la mujer (y el público) solo se dan cuenta de que está infectada cuando al hacer el amor bruscamente le empiezan a aparecer ronchas rojas. Species (1995) y sus secuelas también incluyen muchas muertes sexuales, en tanto prácticamente cualquier humano que se aparea con una extraterrestre en la franquicia muere posteriormente: las extraterrestres matan a sus pretendientes humanos independientemente de si tienen malos genes, de si resisten los avances de la extraterrestre o de si se aparean con éxito. Las mujeres que se aparean con alienígenas varones mueren poco después de tener relaciones sexuales cuando sus abdómenes estallan durante el embarazo anormalmente rápido que siempre sigue.
La mayoría de las veces en las películas de terror, la sobreviviente típica es una chica que aún es virgen. En la película Scream, que satiriza las películas de terror, esta regla se rompe un poco en tanto el personaje Randy Meeks señala que una de las reglas de las películas de terror es no tener sexo. En una escena cruzada, la protagonista principal de la película, Sidney Prescott, pierde su virginidad con Billy Loomis. Al terminar, Ghostface apuñala a Billy y luego persigue a Sidney. El propio Randy sobrevive a una herida de bala al final de la película porque, según explica, es todavía virgen. Sin embargo, muere en la secuela, Scream 2, tras lo cual se revela que perdió su virginidad en algún punto previo a su muerte.

## México
En México, muchas películas de comedia se centran en el sexo, típicamente presentando a los hombres como criaturas que buscan sexo de manera imparables y a las mujeres como blancos dispuestos. Si bien el número de comedias de este tipo disminuyó durante la década de 1990, aún se muestra a las empleadas domésticas, baristas, bailarinas y esposas de los vecinos como parejas sexuales potencialmente dispuestas.[cita requerida] Las películas La Tarea (1991), El callejón de los milagros (1995) e Y Tu Mamá También (2001) son algunos de los ejemplos más ilustrativos del cine erótico en México. 

## India
La industria del entretenimiento india es parte importante de la India moderna y es expresiva de la sociedad india en general. Históricamente, tanto las películas como la televisión carecían de representaciones francas del sexo. Incluso las escenas de besos, por ejemplo, estaban prohibidas por los censores cinematográficos indios hasta finales de la década de 1990. A partir de entonces, la industria del entretenimiento se ha liberalizado y la mayoría de películas de Bollywood en la década de 2010 incluyen escenas de besos, pero el tabú continúa, y muchas de las estrellas más adultas de Bollywood se niegan a hacerlo. Por otro lado, escenas de violación o escenas que mostraban agresiones sexuales eran comunes hasta aproximadamente principios de la década de 2000. Con la entrada de servicios de streaming de transmisión libre como Netflix o Amazon Prime Video, la mayoría de programas y películas indios producidos para dichas plataformas contienen grandes cantidades de contenido sexual, algo que en gran medida sigue siendo un tabú en el caso del cine mainstream local. Con todo, los indios ven cine arte y películas extranjeras que contienen sexualidad, si bien su alcance se limita a grupos más liberales.

## Televisión
Muchas series dramáticas y telenovelas diurnas se centran en el sexo. Esto comúnmente gira en torno al desarrollo de relaciones personales entre los personajes principales, con miras a crear tensión sexual en las series.
La desnudez parcial se consideraba aceptable en la televisión diurna en la década de 1970, pero desapareció después de la década del 2000, en parte debido a una moral más conservadora, pero también a la prevalencia de suscripciones a servicios de televisión de cable y satélite. En los EE.UU, solo PBS presenta ocasionalmente desnudos.
En 2008 y 2009, el canal de televisión francés Canal+ presentó una serie titulada X Femmes, que constaba de diez cortometrajes filmados por directoras con el objetivo de producir erotismo desde un punto de vista femenino.

## Escenas homosexuales en el cinemainstream
Desde aproximadamente el 2010, muchas películas mainstream han mostrado escenas sexuales entre mujeres. Se han hecho varias películas que se centran principalmente en explorar la relación entre mujeres. Debido al limitado número de películas incluyendo escenas de sexo entre personas del mismo sexo antes de la década de 2010, los investigadores no lograron investigar las opiniones de las personas respecto a las escenas íntimas entre mujeres. En 2016, las investigadoras Maria T. Soto-Sanfiel y Adriana Ibiti hicieron un informe sobre las sensaciones placenteras creadas al ver escenas sexuales entre mujeres. Los participantes, incluyendo personas heterosexuales, reportaron que las escenas tenían diferentes efectos en su excitación sexual. Las razones eran diferentes para todos los que se identificaron como heterosexuales u homosexuales, hombres o mujeres. Las mujeres lesbianas reportaron que les traía recuerdos de sus propias experiencias y creaba sensaciones placenteras mientras lo miraban. Las mujeres heterosexuales reportaron que tenían las mismas sensaciones placenteras que al ver escenas de sexo heterosexual. Los hombres heterosexuales relacionaron las escenas con sus recuerdos de la pornografía. Los hombres homosexuales preferían ver escenas heterosexuales porque podían imaginarse a sí mismos en el lugar de las mujeres.
La película francesa La vida de Adèle, dirigida por Abdellatif Kechiche, se estrenó en octubre de 2013. Esta película trata sobre una estudiante de secundaria, Adele, que desea a la estudiante de arte Lea y se enamora de ella. La película explora la relación lésbica entre ellas y su transformación como personajes. Con el objeto de mostrar sus personajes en desarrollo, la película de tres horas de duración incluyó casi diez minutos de escenas sexuales entre ellas. Las escenas fueron tan largas que incluso las escenas heterosexuales en las películas no han excedido tal duración. Las escenas fueron filmadas en primer plano, mostrando gran detalle con ángulos de cámara audaces e íntimos. En opinión de varios críticos, si no fuera en el contexto de una película, las escenas de sexo estarían cerca de la pornografía. Las escenas de sexo fueron controvertidas y recibieron críticas mixtas. Francia fijó el límite de edad para las audiencias en 12 años, Singapur en 21 años y Brasil se opuso a producir Blu-rays. La película generó alrededor de $ 20 millones en Estados Unidos y Europa. Se exhibió en el Festival de Cine de Cannes y recibió la Palma de Oro, junto con muchos otros premios internacionales.
Carol, dirigida por Todd Haynes y estrenada en noviembre de 2015, también atrajo mucha atención. Ambientada durante la Navidad de 1952, narra la historia de una joven llamada Therese Belivet (interpretada por Rooney Mara ) que se enamora de una mujer mayor llamada Carol Aird (interpretada por Cate Blanchett ). Incluye 3 minutos de escenas de sexo entre Carol y Theresa. Fueron cuidadosamente filmadas con las actrices medio desnudas, evitando escenas explícitas. Haynes, discutiendo la producción de las escenas de sexo, dijo que los actores fingen que no están nerviosos y agregó: “Pero lo están. Así que trato de crear un ambiente que sea cómodo y predecible. Preparas tus tomas, sacas a todas las personas que no necesitan estar allí, y luego básicamente simplemente te vas." En el pasado, las escenas de sexo entre parejas del mismo sexo no solo incomodaban a los actores, sino que también eran estigmatizadas, consideradas chocantes o incluso inmorales. No obstante, esto ha cambiado mucho y se han hecho muchas películas sobre relaciones entre personas del mismo sexo.
También hay un enfoque cada vez mayor en relaciones entre hombres homosexuales en el cine. En enero de 2017 se estrenó la película italiana Llámame por tu nombre, dirigida por Luca Guadagnino. Ambientada en el verano de 1983, la película trata sobre un judío estadounidense de 17 años, llamado Elio (interpretado por Timothee Chalamet), que conforma una relación con Oliver, un estudiante de postgrado de 24 años.